# Макарычев, Сергей Юрьевич
Серге́й Ю́рьевич Мака́рычев (род. 17 ноября 1953, Москва) — советский и российский шахматист; гроссмейстер (1976). Старший тренер ФИДЕ (2007). Секундант Анатолия Карпова в матчах на первенство мира (1985—1986). Шахматный журналист. Вице-президент Федерации шахмат Московской области.

## Биография
Воспитанник шахматной школы Дворца пионеров и школьников на Ленинских горах (Москва). Учился на факультете журналистики МГУ им. Ломоносова.
Чемпион Европы среди юношей (1973/1974). В составе молодёжной команды СССР победитель первенства мира (1977). Успешно сыграл в ряде чемпионатов Москвы, в том числе 1976 и 1983 — 1-2-е место. Участник 4 чемпионатов СССР, лучший результат: 1979 — 2-7-е место. Лучшие результаты в международных турнирах: Сухуми (1970) — 2-е; Амстердам (1974, турнир мастеров) — 1-е, 1975 — 1-5-е; Люблин (1976) — 2-3-е; Балашиха (1977) — 3-е; Фрунзе (1979) — 3-5-е; Гастингс (1979/1980) — 3-е; Нови-Сад (1983) — 1-е; Осло (1984) — 2-3-е; Фрунзе (1985) — 1-е; Бхилвара (1986) — 3-4-е места, заслуженный работник культуры Российской Федерации (2011).
Шахматист оригинального позиционного стиля.
Макарычев — известный российский журналист и телекомментатор, Заслуженный тренер России.
С шахматами познакомился в пять лет. В возрасте 16 лет стал Мастером спорта СССР. В возрасте 22-х лет завоевал звание «международный гроссмейстер», в 23 года стал гроссмейстером СССР. Шахматист активного позиционного стиля, аналитик, энциклопедист.
Под руководством Макарычева — в 1982, 1984, 1986, 1988 и 1992 годах — сборные СССР и России пять раз завоёвывали золото Всемирных Шахматных Олимпиад и выигрывали чемпионаты Европы 1989 и 1992 года.
В разные годы Макарычев был секундантом Анатолия Карпова (1984—1986) и Гарри Каспарова (1991—1994). По словам Гарри Каспарова, опубликованных в «Дебютной революции семидесятых», дебютные исследования Макарычева сделали его одним из активных участников этой революции.
С 1995 по 1999 год делал программы о шахматных олимпиадах и супертурнирах на НТВ. С ноября 1996 по октябрь 2015 года работал в телекомпании «НТВ-Плюс». Вместе с женой Мариной Сергей вёл еженедельную программу «Шахматное обозрение», которая являлась также брендовой программой иновещания НТВ, выходя на телеканале «НТВ Мир» и «НТВ-America». Однако главная изюминка работы Сергея и Марины Макарычевых на телевидении — это сверхоперативные «день в день», нередко выходящие даже до завершения очередных туров, репортажи с крупнейших шахматных соревнований — супертурниров в Линаресе, Вейк-ан-Зее, Москве и Дортмунде, с этапов Гран-При ФИДЕ, с чемпионатов мира по нокаут-системе и с матчей на первенство мира.
За неполные 20 лет этой работы супруги Макарычевы подготовили почти три с половиной тысячи шахматных программ, шесть документальных фильмов и более ста телеуроков.
В 2018 году Сергей и Марина Макарычевы запустили YouTube-канал, посвящённый шахматам.
Макарычев ведёт авторскую колонку в «Независимой газете». За вклад в развитие и популяризацию шахмат имя Макарычева внесено в Золотую Книгу ФИДЕ.
За достижения в области шахмат награждён медалью «За трудовое отличие» (1985).
В соавторстве с женой Мариной Макарычев написал две шахматные книги. В 1995 году увидел свет самоучитель «От А до …» — учебник «для тех кто учит играть», а в 2010-м полностью в цвете была издана иллюстрированная «Шахматная сказка» — книжка для начинающих, призванная увлечь и привить любовь к шахматам.
Сыновья Макарычева — Константин и Юрий закончили с отличием Мехмат МГУ, а в 2007 защитили докторские диссертации в Принстоне (США) .

## Изменения рейтинга
| Графики недоступны из-за технических проблем. См. информацию на Фабрикаторе и на mediawiki.org. |